# Trương Lương Dĩnh
Trương Lương Dĩnh (giản thể: 张靓颖; phồn thể: 張靚穎; bính âm: Zhāng Liàngyǐng hay còn được biết đến với cái tên Jane Zhang, sinh ngày 11 tháng 10 năm 1984 tại Thành Đô, Tứ Xuyên, Trung Quốc) là một ca sĩ nhạc pop người Trung Quốc . Cô được báo giới gọi là "Giọng ca thiên thần" của Trung Quốc và được xem là Diva nhạc nhẹ của Đại lục.
Năm 2006, Trương Lương Dĩnh phát hành abum đầu tay mang tên "The One", một năm sau đó, cô tiếp tục trình làng album Update đậm chất Jazz và R&B. Ngoài thành tích 3 năm liên tiếp có mặt trong danh sách những ngôi sao nữ thành công nhất Trung Quốc, Jane Zhang còn có tới 15 đĩa đơn đứng đầu bảng xếp hạng âm nhạc của Trung Quốc. Sau album Update (năm 2006), cô được mời tham dự một show diễn ca nhạc của tổ chức từ thiện World Peace One, bên cạnh các tên tuổi nổi tiếng của thế giới như U2, Madonna, Pink Floyd và Green Day.
Tháng 1 năm 2009, cô phát hành album thứ ba trong sự nghiệp mang tên Jane@Music, đồng thời còn góp giọng trong album Heart Beat của nam ca sĩ nổi tiếng Vương Lực Hoành. Cô cũng đã được mời tham dự talkshow nổi tiếng của Oprah Winfrey  Bài hát Họa tâm trong bộ phim Họa bì cũng là do Trương Lương Dĩnh biểu diễn.
Jane đã biểu diễn trong Victoria's Secret Show năm 2017 và được giới thiệu trong Oprah Winfrey Show. Đĩa đơn "Dust my shoulders off" của cô đã đứng đầu iTunes thứ 4 và thứ 1 trong video ca nhạc. Cô đã được mời và tham dự Grammy hai lần. Cô là giám khảo cho liên hoan phim quốc tế Montreal. Cô có 40 triệu người theo dõi trên Twitter Weibo của Trung Quốc và đã giành được 7 lần giải Nghệ sĩ nữ xuất sắc nhất của Trung Quốc. Trương đã phát hành album phòng thu tiếng Anh đầu tiên của mình là Past Progressive vào năm 2019 .

## Tiểu sử
Trương Lương Dĩnh sinh ra trong một gia đình bình thường. Cha cô là một tài xế xe tải còn mẹ cô là một nhân viên bán hàng .Cô lấy tên tiếng Anh là "Jane" khi còn đi học, Từ nhỏ Trương Lương Dĩnh đã bộc lộ niềm đam mê ca hát và có mơ ước trở thành một ngôi sao ca nhạc.Cô lấy tên tiếng Anh là "Jane" khi còn đi học ,  Năm 13 tuổi, cha mẹ cô ly hôn . Trương lưu ý trong một cuộc phỏng vấn rằng "bố mẹ cô ly hôn sớm [mặc dù cô] không nhận ra bí mật đó cho đến nhiều năm sau" Thêm vào đó là số tiền 100 nhân dân tệ mỗi tháng mà cô nhận được từ gia đình người cha quá cố của mình.. Trương Lương Dĩnh buộc phải làm thêm để hỗ trợ kinh tế cho gia đình. Cô bắt đầu tham gia ca hát  tại các hộp đêm , các tụ điểm trình diễn ca nhạc của Trung Quốc và gây được tiếng vang. Trong thời gian này đã thử nghiệm nhiều dòng nhạc khác nhau, cô trình diễn tất cả các ca khúc nước ngoài, đặc biệt là những bản nhạc Pop ballad đòi hỏi chất giọng cao vút của Mariah Carey và Christina Aguilera.

## Sự nghiệp

### 2004–2009: Khởi đầu sự nghiệp,The One, Update và Jane@Music, và nhạc phim
Sau khi tốt nghiệp cao đẳng, Trương Lương Dĩnh quyết định theo học chuyên ngành tiếng Anh tại trường Đại học Ngoại ngữ Tứ Xuyên .. 
Tháng 7 năm 2004, Trương đã giành chiến thắng trong "Cuộc thi ca sĩ sinh viên đại học Trung Quốc" do Warner Music tổ chức
Năm 2005, cô đăng ký tham dự cuộc thi tìm kiếm tài năng ca hát của Trung Quốc mang tên Super Girl, năm 2005 cô trình bày ca khúc Dáng em  (bản tiếng Trung Quốc) và ngay lập tức trở nên nổi tiếng.
Ngoài ra, trong suốt cuộc thi, Trương Lương Dĩnh phô diễn khả năng trình diễn bằng tiếng Anh, tiếng Tây Ban Nha và tiếng Trung Quốc của mình. Chất giọng cao vút của cô trong những bản tình ca lãng mạn Hero, I Still Believe, What's Up, Beautiful, Don't Cry for Me Argentina thực sự khiến nhiều người xúc động. Cô lại chỉ xếp vị trí thứ 3 trong cuộc thi này (sau Lý Vũ Xuân và Châu Bút Sương). Sau cuộc thi cô quyết định bỏ học để tập trung cho sự nghiệp ca hát, và ký hợp đồng với Huayi Music vào năm sau . EP đầu tiên của Trương Jane, Love và nhóm sản xuất đã mời các nhạc sĩ người Mỹ Denise Rich và Toby Gad sáng tác các đĩa đơn cho cô. EP này có ba bài hát, được phát hành tại Trung Quốc vào ngày 12 tháng 1 năm 2006. EP đã bán được hơn 500.000 bản tại Trung Quốc.
Tháng 10 năm 2006, Trương đã hát ca khúc chủ đề "Only for Love" cho bộ phim Trung Quốc Dạ yến , bắt tay với nhà soạn nhạc Đàm Thuẫn và nghệ sĩ dương cầm Lang Lãng . Album phòng thu đầu tiên của cô The One được phát hành vào tháng 10 năm 2006 . Nó đã bán được hơn một triệu bản tại Trung Quốc . Album được sản xuất bởi người Mỹ Craig Williams và Reid Hyams .
Album phòng thu thứ hai của Trương, Update , được phát hành năm 2007 và chứa các yếu tố R&B và jazz. Đây là một sự thay đổi đáng chú ý so với thể loại nhạc pop Trung Quốc mà nhiều người mong đợi ở cô . Được thúc đẩy bởi thành công của đĩa đơn nhạc pop "We said", Update đã trở thành một trong những album bán chạy nhất năm 2007 tại Trung Quốc. Năm 2008, cô phát hành một bài hát với Andrea Bocelli — " One World, One Dream ", được sử dụng cho Thế vận hội Olympic Bắc Kinh 2008 .
Tháng 5 năm 2008, Trương được mời biểu diễn tại Tokyo. Là một phần trong chuyến công du "mùa xuân ấm áp" của Chủ tịch Trung Quốc Hồ Cẩm Đào đến Nhật Bản, Trương đã biểu diễn tại dinh thự của thủ tướng Nhật Bản Yasuo Fukuda. China Daily bình luận rằng Trương đã tích cực giúp thúc đẩy sự hiểu biết văn hóa và tình hữu nghị giữa thanh thiếu niên của cả hai nước thông qua âm nhạc của cô . 
Phong cách đặc trưng của cô được coi là những bản tình ca nhẹ nhàng và đau lòng trong các bài hát trước album phòng thu thứ ba của cô, Jane@Music . Trương luôn bị mê hoặc bởi nhạc sống và thích hát trực tiếp hơn là thu âm trong phòng thu. Jane@Music được phát hành vào tháng 1 năm 2009 và bao gồm nhiều bài hát jazz và nhanh hơn, được sản xuất bởi nhạc sĩ Đài Loan Wawa với tư cách là điều phối viên sản xuất album và các nhạc sĩ Tư Đồ Tùng (Keith Stuart), Trương Á Đông và Quách Lượng chịu trách nhiệm sản xuất. Sau đó, Trương đã tổ chức một buổi hòa nhạc nhỏ tại Duo Music Exchange ở Shibuya, Nhật Bản để quảng bá cho album . Trương được mời tham gia The Oprah Winfrey Show để hát ca khúc chủ đề của album "Celebrate" và " Impression of the West Lake " trước khán giả Mỹ . 

### 2009–2015: Believe in Jane, Listen to Jane Z Live, The Seventh Sense và nhạc phim

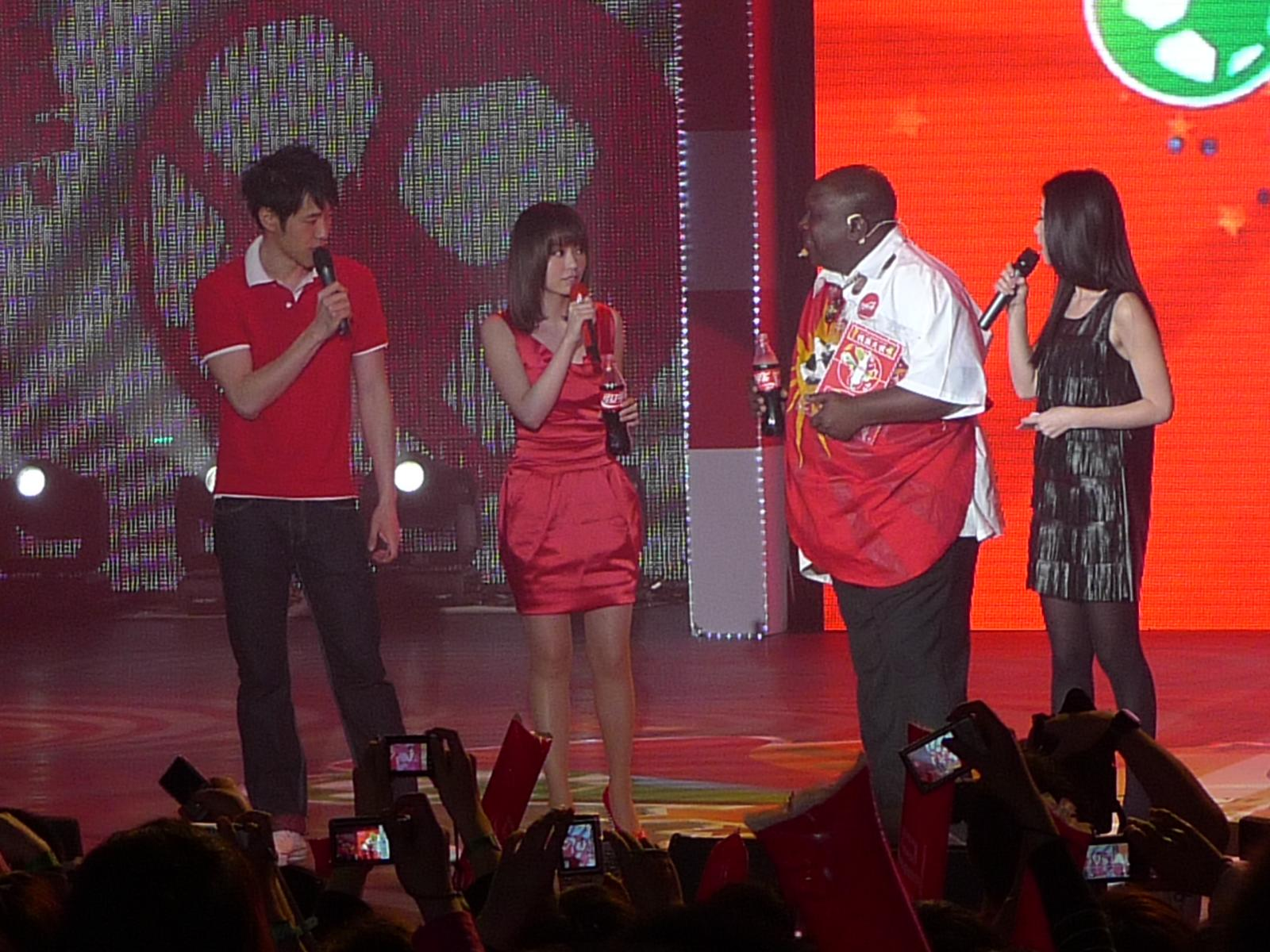
Zhang tham dự Lễ kỷ niệm 125 năm thành lập Coca-Cola vào năm 2010.

Sau khi hết hạn hợp đồng ba năm với Huayi Brothers Music Company, Jane Zhang thành lập nhóm nhạc của riêng mình, Show City Times, và gia nhập Universal Music Group vào ngày 17 tháng 6 năm 2009, ký hợp đồng thu âm toàn cầu.
Album đầu tiên "Believe in Jane" của Trương Lương Dĩnh sau khi gia nhập Universal Music Group được phát hành tại Trung Quốc đại lục vào ngày 2 tháng 2 năm 2010, và phiên bản đặc biệt quốc tế được phát hành tại Hồng Kông và Đài Loan vào ngày 9 tháng 4 năm 2010, với Adia là nhà sản xuất. Ngày 8 tháng 5 năm 2010, Zhang và ca sĩ Hồng Kông Trương Học Hữu , cùng với rapper người Somali K'naan , người biểu diễn ban đầu cho bài hát chủ đề của FIFA World Cup 2010, họ đã cùng nhau hát " Wavin' Flag " tại Coca-Cola Pavilion tại World Expo 2010 Thượng Hải . Tháng 8, cô bắt đầu chuyến lưu diễn Believe in Jane đầu tiên của mình và đi đến Thượng Hải, Bắc Kinh, Thiên Tân và Thành Đô. Tháng 10 năm 2010, cô đã biểu diễn tại Liên hoan bài hát Châu Á tại Seoul, Hàn Quốc.
Tháng 1 năm 2011, cô đến cảng Salalah ở Oman và lên tàu khu trục tên lửa dẫn đường Chu Sơn của Hải quân Quân Giải phóng Nhân dân Trung Quốc để tham gia một bữa tiệc trên boong và hát nhiều bài hát.
1 tháng 6 năm 2011, Trương đã công bố việc phát hành album phòng thu thứ năm của cô, Reform , tuyên bố rằng "hơn 60 phần trăm album ... có thể được dán nhãn là phong cách điển hình của Jane Zhang . Trên China Daily , Han Bingbin và Qin Zhongwei đã cho biết các bài hát "bao gồm nhiều phong cách, từ R&B đến rock, hip-hop và dance", rằng bảy trong số mười bài hát của album "được sáng tác bởi các nhạc sĩ Hoa Kỳ" và rằng "một nhóm hậu kỳ Hoa Kỳ đã tham gia để đảm bảo chất lượng hàng đầu" . Ngoài ra, "Trương đã viết lời cho ba bài hát, bao gồm một bài do cô tự sáng tác . Cùng năm đó, cô đã sản xuất một đĩa đơn, "Mùa hè tình yêu", cho nữ diễn viên Trung Quốc Dương Mịch . Album đã bán được 80.000 bản trong vòng một tháng tại Trung Quốc và được Liên đoàn Công nghiệp ghi âm quốc tế (IFPI) chứng nhận bạch kim đôi.
Listen to Jane Z Live là album trực tiếp được Trương thu âm vào năm 2012 và được Jim Lee sản xuất. Vào thời điểm đó, Trương đã bay đến Las Vegas để xem The Beatles Love của Cirque du Soleil , điều này đã truyền cảm hứng cho cô phát hành một album trực tiếp mà cô đã tập luyện trong 11 ngày. Tình yêu của Trương dành cho các bài hát tiếng Anh cũng dẫn đến sản phẩm gốc, I Didn't Know, thể hiện phạm vi giọng hát rộng của cô .
Ngày 21 tháng 7 năm 2014, Jane Zhang đã tổ chức một cuộc họp báo và trình diễn ý tưởng trải nghiệm âm nhạc cho album solo thứ bảy "The Seventh Sense" tại Viện Công nghệ Thời trang Bắc Kinh. Tại cuộc họp báo, Từ Nghị, Giám đốc điều hành của Sony Music China, thông báo rằng Jane Zhang đã gia nhập Sony Music. Cô mất hai năm để hoàn thành album gồm 12 bài hát. Đĩa nhạc có hai bài hát tiếng Anh: "Get out of My Life" và "Unwind". Cô đã viết lời bài hát "The Seventh Sense", bài hát chủ đề và tên của album mới, dựa trên những trải nghiệm của cô trong chín năm qua. Album này là album đầu tiên trong ngành công nghiệp âm nhạc Trung Quốc có liên quan rõ ràng đến thời trang Trung Quốc. Trương đã hợp tác với tạp chí thời trang Harper's Bazaar để tổ chức một chương trình âm nhạc và thời trang xuyên biên giới theo yêu cầu và phát hành bài hát "Bazaar". Năm 2014, Trương là thành viên ban giám khảo tại Liên hoan phim thế giới Montreal lần thứ 38 .

### 2015–2019: Victoria's Secret Fashion Show, Past Progressive và nhạc phim

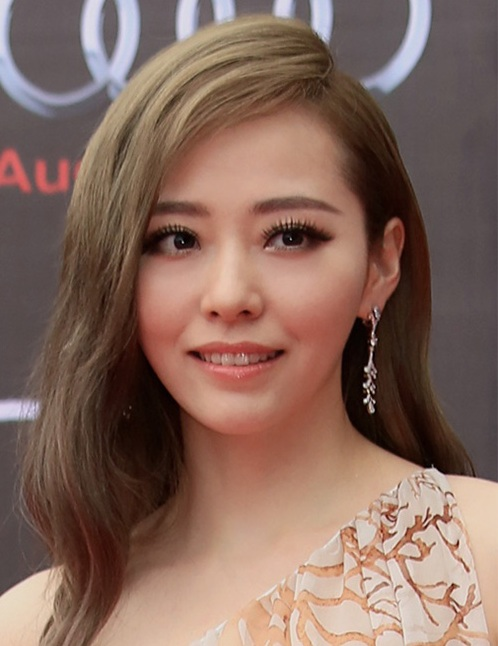
Trương tại QQ Music Awards 2015, Thâm Quyến, Quảng Đông

Vào nửa đầu năm 2015, Trương đã tham gia chương trình ca nhạc Trung Quốc Tôi là ca sĩ mùa 3. Cô đã hát hai bài hát tiếng Anh "Bang Bang" và "All of Me" trong chương trình, dẫn đến sự lan truyền của hai bài hát này tại Trung Quốc. John Legend , ca sĩ của "All of Me" đã được mời biểu diễn với tư cách là nghệ sĩ khách mời tại buổi hòa nhạc Bang the World Tour Chengdu. Vào giữa năm, Paramount Pictures thông báo rằng Trương đã hát bài hát chủ đề " Fighting Shadows" với Big Sean cho bộ phim Mỹ Terminator Genisys. Đây là lần đầu tiên Trương thu âm một bài hát cho một bộ phim tiếng Anh. Ngày 30 tháng 6 năm 2015, bài hát đã được Sony Music Entertainment phát hành tại Châu Á trong khi Def Jam Recordings phát hành nó ở các nơi khác trên thế giới . Tháng 10 năm 2015, Trương và DJ Tiesto đã phát hành Change Your World , bài hát chủ đề của Lễ hội âm nhạc Budweiser Storm năm 2015. Chuyến lưu diễn Bang the World Tour năm 2015 của cô được tổ chức để kỷ niệm sự nghiệp ca hát của cô trong một thập kỷ. Công ty thu âm ban đầu có kế hoạch ghi lại video buổi hòa nhạc ở Bắc Kinh để phát hành DVD, nhưng một tai nạn đã xảy ra tại buổi biểu diễn: Trương đã ngã khỏi một lỗ tròn dài hai mét của sàn thang máy trên sân khấu, dẫn đến việc hủy chuyến lưu diễn . Trương đã được bình chọn là Nghệ sĩ thế giới xuất sắc nhất khu vực Châu Á tại Giải thưởng âm nhạc MTV Châu Âu năm 2015. Khi cô đến lễ trao giải, cô được yêu cầu ở lại hậu trường và nhận giải thưởng tại đó. Trương và nhóm của cô coi cách đối xử này là không công bằng và phân biệt đối xử, vì vậy họ quyết định chính thức rút khỏi lễ trao giải thảm đỏ và tất cả các hoạt động khác của EMA .
Trương phát hành "Dust My Shoulders Off", có sự góp mặt của Timbaland vào ngày 14 tháng 10 năm 2016, là đĩa đơn chính trong album phòng thu tiếng Anh đầu tay của cô, Past Progressive. Đĩa đơn này đã lọt vào top 10 trên bảng xếp hạng bài hát của iTunes Hoa Kỳ. Vào tháng 11, Trương phát hành bài hát tiếng Anh "Battlefield" và video ca nhạc quảng cáo cho bộ phim hợp tác sản xuất Trung Quốc-Mỹ [[Tử chiến Trường Thành|The Great Wall]. Bài hát được sáng tác bởi King Logan và PJ Morton và được viết bởi Josiah "JoJo" Martin và Trương .
Trương đã tham dự lễ trao giải Billboard Music Awards thường niên tại Las Vegas vào ngày 21 tháng 5 năm 2017 . Tháng 10, cô được mời biểu diễn tại Victoria's Secret Fashion Show 2017. Chương trình này đã ra mắt đĩa đơn thứ hai trong album tiếng Anh của cô "Work for It" và bài hát sôi động đầy đam mê "808", cùng một đoạn thơ ngắn từ "Dust My Shoulders Off" . Khi chương trình được phát sóng trên toàn thế giới, đĩa đơn "808" đã lọt vào Bảng xếp hạng TOP 50 Bài hát Hot Dance/Điện tử của Billboard trong nhiều tuần liên tiếp, đạt vị trí thứ 23 ở mức cao nhất. Tháng 11 năm 2017, cô được mời biểu diễn tại Victoria's Secret Fashion Show. Cô là ca sĩ châu Á đầu tiên biểu diễn những bài hát lọt vào top 10 trên iTunes Instant List .
Năm 2018, Buổi hòa nhạc lưu diễn vòng quanh thế giới "Jane's Secret" đã được tổ chức; chương trình xếp hạng 45 tại Hoa Kỳ về huy động sự kiện đơn lẻ .
Ngày 27 tháng 8 năm 2018, Jane Zhang thông báo trên mạng xã hội rằng hợp đồng đại lý của cô với Show City Times sẽ kết thúc vào ngày đó. Vào tháng 11, cô tiếp tục đảm nhận vai trò cố vấn giấc mơ cho chương trình ca nhạc Sound of My Dream (mùa 3) của Đài truyền hình vệ tinh Chiết Giang. Cùng tháng đó, cô đến thăm Triều Tiên và tham gia buổi biểu diễn giao lưu hữu nghị giữa Trung Quốc và Triều Tiên. Sau buổi biểu diễn, lãnh đạo tối cao Triều Tiên Kim Jong-un đã lên sân khấu bắt tay Trương LươngDĩnnhh và các diễn viên chính khác 
Past Progressive được phát hành vào ngày 27 tháng 4 năm 2019, nhận được nhiều đánh giá tích cực. Album có chu kỳ sản xuất lên đến năm năm . Trương đã giành giải Nữ ca sĩ xuất sắc nhất tại Giải thưởng âm nhạc Pop Bắc Kinh nhờ màn trình diễn của cô trong album này—lần thứ chín cô giành giải thưởng này .
Năm 2024, cô tham gia tập 1-4 của Melody Journey và hát các ca khúc "Câu cửa miệng", "Biết rõ còn hỏi", "Em thật muốn quên anh ngay lúc này" và "Let Me Go".

#### Trình diễn tại Super Girl 2005
| Ngày                | Vòng                            | Tên bài hát                                                        | Ca sĩ trình bày/sáng tác bài hát gốc                         |
| ------------------- | ------------------------------- | ------------------------------------------------------------------ | ------------------------------------------------------------ |
| 26 tháng 5 năm 2005 | Vòng sơ loại                    | Contigo En La Distancia                                            | Christina Aguilera                                           |
| 26 tháng 5 năm 2005 | Vòng sơ loại                    | Each Time When I Miss You (每一次想你)                             | Coco Lee                                                     |
| 4 tháng 6 năm 2005  | Vòng I Top 50                   | I Turn to You                                                      | Christina Aguilera                                           |
| 10 tháng 6 năm 2005 | Vòng II Top 20                  | Any Man of Mine                                                    | Shania Twain                                                 |
| 17 tháng 6 năm 2005 | Vòng III Top 10                 | The Best                                                           | Tina Turner                                                  |
| 24 tháng 6, 2005    | Vòng IV Top 7                   | Country Love (乡恋)                                                | Lý Cốc Nhất                                                  |
| 24 tháng 6, 2005    | Vòng IV Top 7                   | Passionate Desert (热情的沙漠)                                     | Âu Dương Phi Phi                                             |
| 1 tháng 7 năm 2005  | Thành Đô Vòng Chung Kết Khu Vực | I Still Believe                                                    | Brenda K. Starr                                              |
| 1 tháng 7 năm 2005  | Thành Đô Vòng Chung Kết Khu Vực | Writing A Song (写一首歌)                                          | Shunza                                                       |
| 15 tháng 7 năm 2005 | Vòng I Toàn Quốc Top 15         | Long Live Journey (漫步人生路)                                     | Đặng Lệ Quân                                                 |
| 15 tháng 7 năm 2005 | Vòng I Toàn Quốc Top 15         | Beautiful                                                          | Christina Aguilera                                           |
| 15 tháng 7 năm 2005 | Vòng I Toàn Quốc Top 15         | You're the Most Precious (với Lý Vũ Xuân) (你最珍贵)               | Trương Học Hữu và Cao Tuệ Quân                               |
| 22 tháng 7 năm 2005 | Vòng II Toàn Quốc Top 12        | Remember Me                                                        | Beverley Knight                                              |
| 22 tháng 7 năm 2005 | Vòng II Toàn Quốc Top 12        | How Can You Let Me Be Upset (你怎么舍得我难过)                     | Victor Wong                                                  |
| 29 tháng 7 năm 2005 | Vòng III Toàn Quốc Top 10       | Vision of Love                                                     | Mariah Carey                                                 |
| 29 tháng 7 năm 2005 | Vòng III Toàn Quốc Top 10       | Jambalaya (On the Bayou)                                           | Hank Williams                                                |
| 29 tháng 7 năm 2005 | Vòng III Toàn Quốc Top 10       | Sông Lưu Dương                                                     | Hunan Folk Song                                              |
| 5 tháng 8 năm 2005  | Vòng IV Toàn Quốc Top 8         | Don't Cry for Me, Argentina                                        | Andrew Lloyd Webber và Tim Rice                              |
| 5 tháng 8 năm 2005  | Vòng IV Toàn Quốc Top 8         | Your Appearance (你的样子)                                         | Lo Ta-yu                                                     |
| 5 tháng 8 năm 2005  | Vòng IV Toàn Quốc Top 8         | Bella Ciao (啊朋友再见)                                            |                                                              |
| 5 tháng 8 năm 2005  | Vòng IV Toàn Quốc Top 8         | Storm (风暴)                                                       |                                                              |
| 12 tháng 8 năm 2005 | Vòng V Toàn Quốc Top 6          | Nothing's Gonna Stop Us Now                                        | Starship                                                     |
| 12 tháng 8 năm 2005 | Vòng V Toàn Quốc Top 6          | Such a Big Tree (好大一棵树)                                       | Điền Chấn                                                    |
| 12 tháng 8 năm 2005 | Vòng V Toàn Quốc Top 6          | Sincere Heroes (真心英雄)                                          | Thành Long                                                   |
| 19 tháng 8 năm 2005 | Vòng VI Toàn Quốc Top 5         | The Fisherman's Song of Ussuri River (乌苏里船歌)                  | Nanai traditional song                                       |
| 19 tháng 8 năm 2005 | Vòng VI Toàn Quốc Top 5         | Lovin' You                                                         | Minnie Riperton                                              |
| 19 tháng 8 năm 2005 | Vòng VI Toàn Quốc Top 5         | Old Straw Hat (Tiếng Nhật: 人間の証明のテーマ; Tiếnng Hoa: 草帽歌) | Joe Yamanaka (Tiếng Nhật: ジョー山中; Tiếng Trung: 山中玖易) |
| 19 tháng 8 năm 2005 | Vòng VI Toàn Quốc Top 5         | Make the World Full of Love (让世界充满爱)                         |                                                              |
| 19 tháng 8 năm 2005 | Vòng VI Toàn Quốc Top 5         | Small Town Story (小城故事)                                        | Đặng Lệ Quân                                                 |
| 26 tháng 6 năm 2005 | Chung Kết Toàn Quốc             | Gathering Areca (采槟榔)                                           | Đặng Lệ Quân                                                 |
| 26 tháng 6 năm 2005 | Chung Kết Toàn Quốc             | What's Up                                                          | 4 Non Blondes                                                |
| 26 tháng 6 năm 2005 | Chung Kết Toàn Quốc             | My Beloved Country and I (我和我的祖国)                            | Lý Cốc Nhất                                                  |

## Âm nhạc

### Album
Jane Zhang đã phát hành 7 album phòng thu, 2 album hay nhất, 6 album trực tiếp và 3 album mini.

#### Album phòng thu
| Tên                        | Thông tin                                                                                               | Doanh số                | Chứng nhận               |
| -------------------------- | --- | ----------------------- | ------------------------ |
| The One                    | - Ngày: 11 tháng 10, 2006 - Thu âm: Hoa Nghị huynh đệ - Format: CD, digital download                    | - Trung Quốc: 1,000,000 |                          |
| Update                     | - Ngày: 2 tháng 8, 2007 - Thu âm: Hoa Nghị huynh đệ - Format: CD, digital download                      | - HK: 50,000            | - IFPI HK: Platinum      |
| Jane@Music (张靓颖@音乐)   | - Ngày: 20 tháng 1, 2009 - Thu âm: Hoa Nghị huynh đệ - Format: CD, digital download                     |                         |                          |
| Believe in Jane (我相信)   | - Ngày: 2 tháng 2, 2010 - Thu âm: Universal Music China, Show City Times - Format: CD, digital download |                         |                          |
| Reform (改变)              | - Ngày: 1 tháng 6, 2011 - Thu âm: Universal Music China, Show City Times - Format: CD, digital download | - CHN: 100,000          | - IFPI Asia: 2x Platinum |
| The Seventh Sense (第七感) | - Ngày: 21 tháng 7, 2014 - Thu âm: Sony Music China, Show City Times - Format: CD, digital download     |                         |                          |
| Past Progressive           | - Ngày: 27 tháng 4, 2019 - Thu âm: One and Only Music, Jane Zhang Studio - Format: CD, digital download |                         |                          |

#### Album tổng hợp
|   | Ngày phát hành       | Tên             | Công ty phát hành                | Ghi chú |
| - | -------------------- | --------------- | -------------------------------- | --- |
| 1 | 30 tháng 12 năm 2016 | Starring Jane   | Sony Music China/Show City Times | Format：CD Tiết mục 1. You Are My Sunshine (OST Bên nhau trọn đời) 2. 轉眼一生轉身一世 (OST In the Silence) 3. Bia không tên(OST Võ Mỵ Nương truyền kỳ) 4. Dám vì thiên hạ trước(OST Võ Mỵ Nương truyền kỳ) 5. 老地方(OST Bạn gái hồi xuân của tôi) 6. 破曉以後(OST Hắc long đe dọa) 7. Be Here (OST Lộ thủy hồng nhan) 8. Cuối cùng em cũng đợi được anh (OST Chúng ta kết hôn đi) 9. 陪你走到底 (OST Honey Bee Man) 10. 這麼近那麼遠(OST After 80s) 11. The Taste of True Love 真愛的味道(OST Xin hãy thành gia đình tôi) 12. Sao Mộc Lan 木蘭星(OST Hoa Mộc Lan) |
| 2 | 8 tháng 3 năm 2018   | Starring Jane 2 | Show City Times                  | Format：CD Tiết mục 1. Fighting Shadows (OST Kẻ hủy diệt: Thời đại Genisys) 2. 他們說 (OST Long môn tiêu cục 2) 3. Chỉ là không có nếu như (OST Thanh xuân năm ấy chúng ta từng gặp gỡ) 4. Đồng Giao (OST Nursery Rhyme) 5. Nhất định phải hạnh phúc (OST Let's Fall in Love) 6. Down the River/順流而下 (OST Ma thổi đèn - Tinh Tuyệt cổ thành) 7. Là lúc không nên hỏi (OST Quy tắc trò chơi) 8. Tư mỹ nhân (OST Tư mỹ nhân) 9. Linh Lung (OST Túy Linh Lung) 10. Thập lý đào hoa (OST Tam sinh tam thế thập lý đào hoa)                                          |

#### EP
|   | Ngày phát hành      | Tên       | Công ty phát hành | Ghi chú                         |
| - | ------------------- | --------- | ----------------- | ------------------------------- |
| 1 | 12 tháng 1 năn 2006 | Jane.Love | Hoa Nghị huynh đệ | Format：CD, Trung Quốc: 500,000 |
| 2 | 8 tháng 12 năm 2007 | Dear Jane | Hoa Nghị huynh đệ | Format：CD                      |
| 3 | 25 tháng 6 năm 2013 | Grateful  | Show City Times   | Foramt：CD                      |

#### Live Album
| Tên                                 | Thông tin |
| ----------------------------------- | --- |
| I Love Teresa Teng                  | - Ngày: 7 tháng 8, 2006 - Thu âm: Huayi Brothers - Format: CD, digital download                               |
| Zhang Yuying 2007 Beijing Concert   | - Ngày: 12 tháng 3, 2008 - Thu âm: Huayi Brothers - Format: CD, digital download                              |
| Listen to Jane Z Live               | - Ngày: 4 tháng 6, 2012 - Thu âm: Universal Music China, Show City Times - Format: CD, digital download       |
| Zhang Yuying, My Appearance Concert | - Ngày: 24 tháng 6, 2012 - Thu âm: Universal Music China, Show City Times - Format: CD, digital download      |
| Bang the World                      | - Ngày: 29 tháng 3, 2017 - Thu âm: Universal Music China, Show City Times - Format: CD, digital download      |
| A Generation of Fanghua--Teng Lijun | - Ngày: 10 tháng 10, 2018 - Thu âm: Universal Music China, Zhang Yuying Studio - Format: CD, digital download |

## Đĩa đơn

### Quảng cáo
| Năm  | Tên                                    | Ghi chú |
| ---- | -------------------------------------- | --- |
| 2005 | Open Up Your Dreams                    | Nó được phát hành làm bài hát chủ đề của một trang web trò chơi vào ngày 25 tháng 7 năm 2005.                                             |
| 2006 | Relax/放轻松                           | Bài hát quảng cáo của Jinmailang Tea có trong đĩa CD quảng cáo.                                                                           |
| 2006 | 瞬间倾心，恒久钟情                     | Bài hát quảng cáo của Dongfeng Honda được đưa vào đĩa CD quảng cáo. Một bài hát khác có tên "That Moment" và được sáng tác bởi Đào Triết. |
| 2010 | Cần có anh                             | Bài hát quảng cáo sữa chua Changyou Bright Dairy & Food Co, 2010.                                                                         |
| 2011 | 我的模样                               | Bài hát quảng cáo năm 2011 cho mẫu xe nhỏ gọn của gia đình Skoda Fabia.                                                                   |
| 2011 | Indescribable Love/无法言喻            | Bài hát quảng cáo CanonDV2011. |
| 2011 | Reform/改变                            | Bài hát quảng cáo cho sản phẩm chăm sóc da của Shiseido năm 2011.                                                                         |
| 2012 | Cảm giác                               | Bài hát quảng cáo cho Sản phẩm chăm sóc da của Shiseido năm 2012 có trong đĩa CD quảng cáo.                                               |
| 2013 | Rolling/滚动                           | Bài hát quảng cáo năm 2013 cho mẫu xe nhỏ gọn của gia đình Skoda Fabia.                                                                   |
| 2014 | The Seventh Sense/第七感               | Bài hát quảng cáo cho sản phẩm chăm sóc da của Shiseido năm 2014.                                                                         |
| 2015 | Change Your World                      | Bài hát quảng cáo bia Budweiser 2015. |
| 2015 | 依赖                                   | Ca khúc quảng cáo Subaru 2015. |
| 2015 | Giấc mơ của tôi、Dream It Possible     | Bài hát chủ đề kinh doanh tiêu dùng của Huawei。                                                                                          |
| 2016 | Make It Big                            | Bài hát quảng cáo Wall Street English |
| 2017 | Amazing                                | OST Tam quốc chí 2017. |
| 2017 | Dust My Shoulders Off                  | Bài hát quảng cáo 2017 Hulu Come TV With Us.                                                                                              |
| 2017 | Be Yourself/做回自己                   | OST Shanghai Rongtai Health 2017. |
| 2019 | One Heart One Love/一心一爱            | OST 周六福珠宝 2019。 |
| 2019 | Exeed/星途                             | OST độc quyền EXEED LX. |
| 2019 | 幻纱之灵                               | OST Vương giả vinh diệu Nhân vật “Tây Thi”.                                                                                               |
| 2021 | What A Beautiful Surprise/绽放美妙惊喜 | Bài hát chủ đề kỷ niệm 5 năm của Shanghai Disneyland. .                                                                                   |
| 2023 | 最初的爱                               | OST game show The Treasured Voice mùa 4.                                                                                                  |
| 2023 | You Ain't Right                        | Bài hát nằm trong album tiếng Trung quảng cáo cho Sprite.                                                                                 |
| 2023 | Triều Quang                            | Ca khúc quảng cáo nhân kỷ niệm 5 năm Justice Online                                                                                       |
| 2023 | Starlight/星光                         | OST phát hành Lost Ark. |
| 2023 | 伴我                                   | Bài hát kỷ niệm 14 năm của Kiếm Khách Tình Yêu Online 3.                                                                                  |

### Nhạc phim
| Năm                                                                                     | Tên                                               | Vị trí cao nhất | Ghi chú |
| Năm                                                                                     | Tên                                               | CHN             | Ghi chú |
| --------------------------------------------------------------------------------------- | ------------------------------------------------- | --------------- | --- |
| 2006                                                                                    | Thiên hạ vô song                                  |                 | Bài hát chủ đề của phiên bản CCTV năm 2006 của bộ phim truyền hình Thần điêu đại hiệp được đưa vào nhạc nền gốc của bộ phim truyền hình.                            |
| 2006                                                                                    | Tôi dùng tất cả để báo đáp tình yêu               |                 | Ca khuác cuối phim Dạ yến (phim 2006), được đưa vào nhạc gốc của phim.                                                                                              |
| 2007                                                                                    | Jolly Good Fellow                                 |                 | Đoạn nhạc xen kẽ trong phim McDull, the Alumni, nằm trong nhạc nền gốc của phim.                                                                                    |
| 2007                                                                                    | Cuộc tình không thể bắt đầu lại /新不了情         |                 | OST bộ phim truyền hình Tân Bất liễu tình do Nhĩ Đông Thăng đạo diễn.                                                                                               |
| 2008                                                                                    | Hoạ tâm                                           |                 | OST Họa bì |
| 2008                                                                                    | 一瞬间                                            |                 | OST Phi thành vật nhiễu |
| 2008                                                                                    | Heroes                                            |                 | Nhạc kết phim Vua Kung Fu |
| 2009                                                                                    | Hành vân lưu thủy                                 |                 | OST Lễ hội động vật |
| 2009                                                                                    | Sao Mộc Lan                                       |                 | OST Hoa Mộc Lan |
| 2009                                                                                    | 印象西湖雨                                        |                 | Bài hát chủ đề của vở kịch sân khấu quy mô lớn Ấn tượng Hồ Tây do Trương Nghệ Mưu đạo diễn, do bậc thầy âm nhạc quốc tế Kitaro sáng tác và Vương Triều Ca viết lời. |
| 2009                                                                                    | 朝思暮想                                          |                 | OST Panda Express. |
| 2010                                                                                    | So Far So Close/這麼近那麼遠                      |                 | OST After 80s |
| 2010                                                                                    | 來不及流淚的人                                    |                 | OST Hee Travels |
| 2010                                                                                    | 我飛故我在                                        |                 | Bài hát chủ đề phiên bản Trung Quốc của bộ phim High School Musical, hát cùng Lâm Tuấn Kiệt .                                                                       |
| 2011                                                                                    | 来不及说爱你                                      |                 | OST Tân ngọc Quan âm. |
| 2012                                                                                    | Hoạ tâm 2                                         |                 | OST Họa bì 2, Hoạ tâm remix. |
| 2012                                                                                    | 我去了                                            |                 | OST 郑和1405: 魔海寻踪. |
| 2013                                                                                    | 終於等到你                                        |                 | Nhạc cuối phim Chúng ta kết hôn đi. |
| 2014                                                                                    | 陪你走到底                                        |                 | Nhạc cuối phim Honey Bee Man. |
| 2014                                                                                    | After Dawn/破晓以后                               |                 | OST Hắc long đe dọa. |
| 2014                                                                                    | The Seventh Sense/第七感                          |                 | OST Thuyết tiến hóa tình yêu. |
| 2014                                                                                    | Mãi mãi                                           |                 | Bài hát kết thúc của phiên bản Đài Loan của bộ phim Nhiệm vụ giác quan thứ 6; OST phiên bản Đài Loan phim Huyền thoại người con gái.                                |
| 2014                                                                                    | Be Here                                           |                 | OST Lộ thủy hồng nhan. |
| 2014                                                                                    | 老地方                                            |                 | OST Bạn gái hồi xuân của tôi。 |
| 2014                                                                                    | The Taste of True Love/真愛的味道                 |                 | OST Xin hãy thành gia đình của tôi. |
| 2014                                                                                    | Bia không tên                                     |                 | OST Võ Mỵ Nương truyền kỳ. |
| 2014                                                                                    | Dám vì thiên hạ trước                             |                 | Nhạc Võ Mỵ Nương truyền kỳ. |
| 2015                                                                                    | 转眼一生 转身一世                                 |                 | OST In the Silence. |
| 2015                                                                                    | You Are My Sunshine                               |                 | OST phim điện ảnh Bên nhau trọn đời. |
| 2015                                                                                    | Could You Stay With Me                            | 50              | OST Ái chi sơ. |
| 2015                                                                                    | 有多少愛可以重來                                  |                 | OST Vạn vật sinh trưởng, song ca với Hàn Canh. |
| 2015                                                                                    | Fighting Shadows                                  |                 | OST toàn cầu Kẻ hủy diệt: Thời đại Genisys, song ca với Big Sean.                                                                                                   |
| 2015                                                                                    | Họ nói                                            |                 | OST Long môn tiêu cục 2. |
| 2016                                                                                    | Nhất định phải hạnh phúc                          |                 | OST Let's Fall in Love. |
| 2016                                                                                    | Battlefield                                       |                 | OST Tử chiến Trường Thành. |
| 2016                                                                                    | Đồng Dao                                          |                 | OST Nursery Rhyme |
| 2016                                                                                    | Chỉ là không có nếu như                           |                 | Nhạc cuối phim Thanh xuân năm ấy chúng ta từng gặp gỡ, song ca với Vương Tranh Lượng.                                                                               |
| 2016                                                                                    | Dơn the River / 順流而下                          |                 | OST Ma thổi đèn - Tinh Tuyệt cổ thành |
| 2017                                                                                    | Nhẹ nhàng                                         |                 | OST Túy Linh Lung |
| 2017                                                                                    | Tư mỹ nhân                                        | 76              | OST Tư mỹ nhân |
| 2017                                                                                    | Hãy khiến tình yêu tin tưởng người                |                 | OST Giao châu truyện. |
| 2017                                                                                    | Thập lý đào hoa                                   |                 | OST Tam sinh tam thế thập lý đào hoa. |
| 2017                                                                                    | Angels and Harmony                                |                 | Ca khúc quảng bá phim Đại chiến hành tinh khỉ 3: Cuộc chiến cuối cùng, song ca với Ne-Yo                                                                            |
| 2017                                                                                    | Nữ nhi quốc                                       | —               | OST Tây du ký 3: Nữ Nhi Quốc, song ca với Lý Vinh Hạo. |
| 2017                                                                                    | Lady Killer                                       |                 | OST Vệ binh lăng mộ cổ. |
| 2017                                                                                    | Hoa hồng đỏ                                       |                 | OST Hoa hồng đỏ。 |
| 2018                                                                                    | Tham Luyến                                        |                 | OST Trả lại thế giới cho em. |
| 2018                                                                                    | Cho dù                                            |                 | OST Tước tích 2: Lãnh huyết cuồng yến . |
| 2018                                                                                    | Giấc mộng của em                                  |                 | OST web drama My Story for You. |
| 2018                                                                                    | Bất niệm                                          |                 | OST Cổ kiếm kỳ đàm 2 |
| 2018                                                                                    | I'm Not Here / 我不再                             | 19              | OST nhạc kịch 爱在星光里. |
| 2018                                                                                    | Trường An xưa                                     | 16              | OST web drama Tương dạ . |
| 2019                                                                                    | "Em yêu anh" Ba chữ này có thể đảo ngược được chứ |                 | OST Mạc hậu chi vương . |
| 2019                                                                                    | Song sinh diễm                                    |                 | OST Đại chiến âm dương. |
| 2019                                                                                    | Vô niệm                                           | 12              | OST về nữ chính phim Trúc mộng tình duyên. |
| 2019                                                                                    | Incarnation                                       |                 | OST phim hoạt hình Linh lung . |
| 2019                                                                                    | Giải ưu                                           | 23              | OST về nữ chính phim Tình yêu và định mệnh |
| 2020                                                                                    | Bươm bướm vỗ cánh thành bão                       | 18              | OST Trách em quá xinh đẹp. |
| 2020                                                                                    | Cô ấy                                             |                 | OST Cô nàng lợi hại. |
| 2020                                                                                    | Vô hoa                                            | 12              | OST Hữu Phỉ, song ca với Lưu Vũ Ninh. |
| 2021                                                                                    | Hẹn ước                                           |                 | OST Web dram Lời hẹn ước。 |
| 2021                                                                                    | Không quên                                        | 41              | OST tập cuối Ma đạo tổ sư. |
| 2021                                                                                    | Who are the Most Beloved People? / 最可愛的人     |                 | OST Trận chiến hồ Trường Tân . |
| 2021                                                                                    | 天堂旅行團                                        |                 | OST viễn tưởng 天堂旅行团 của Trương Gia Giai. |
| 2021                                                                                    | Tình yêu vĩnh hằng                                |                 | OST Đồ Lan Đóa: Lời nguyền duyên khởi . |
| 2021                                                                                    | Một đời một lần rung động                         | 15              | OST cảm xúc phim truyền hình Hộc Châu phu nhân. |
| 2022                                                                                    | Trầm hương                                        | 18              | OST Trầm vụn hương phai, song ca với Trương Kiệt. |
| 2022                                                                                    | Thầm yêu                                          | 24              | OST Thầm yêu: Quất sinh hoài nam . |
| 2022                                                                                    | Thiên Tinh                                        |                 | Nhạc phim Trầm Vụn hương phai. |
| 2022                                                                                    | Không tiếc thời gian                              |                 | OST/Nhạc kết thúc Mộng Hoa Lục. |
| 2023                                                                                    | Nhớ mãi không quên                                |                 | OST Niệm Niệm tương vong |
| 2023                                                                                    | Nhẹ nhàng                                         | 29              | OST Trường phong độ |
| 2023                                                                                    | Cùng anh đến khi trời sắp sáng                    |                 | OST/Nhạc kết phim Nhất lộ Triều Dương. |
| 2023                                                                                    | Từ trái tim                                       |                 | OST Sự thật cuối cùng . |
| 2023                                                                                    | Như ảo                                            |                 | OST/Nhạc kết phim web drama Tây xuất ngọc môn. |
| 2023                                                                                    | Dữ Ái                                             |                 | OST "Ninh" Ninh An như mộng. |
| 2023                                                                                    | Wish / 星愿                                       |                 | Bài hát chủ đề tiếng Trung cùng tên của bộ phim kỷ niệm 100 năm hoạt hình Disney Wish' .                                                                            |
| 2024                                                                                    | Nở rộ một mình                                    |                 | OST Tender Light . |
| 2024                                                                                    | 等一等                                            |                 | Nhạc cuối kim Tender Light |
| 2024                                                                                    | Thiên ngôn vạn ngữ                                |                 | OST Xin nguyện người lâu dài. |
| 2024                                                                                    | 程霜                                              | —               | OST nhân vật Trình Sương phim Ngang qua thị trấn ngàn mây. |
| 2024                                                                                    | Ngang qua thị trấn ngàn mây                       | 52              | OST cùng tên phim Ngang qua thị trấn ngàn mây. |
| 2024                                                                                    | Tất kinh chi lộ                                   |                 | OST Hoa khai như mộng. |
| 2024                                                                                    | Xuân hoa yếm                                      |                 | OST Xuân hoa yếm. |
| "—" biểu thị các bản phát hành không lọt vào bảng xếp hạng hoặc không có bảng xếp hạng. |                                                   |                 | |

### Bài hát từ thiện
| Năm  | Tên                              | Ghi chú |
| ---- | -------------------------------- | --- |
| 2007 | What's Your Name/你叫什么名字    | Một bản song ca với Lý Huệ Trân, nằm trong album "Love to Death" của Lý Huệ Trân năm 2007.                           |
| 2008 | One World,One Dream/拥抱爱的梦想 | Song ca với Andrea Bocelli.                                                                                          |
| 2009 | 骄傲飞翔                         | Hát cùng Dương Khôn , bài hát chủ đề của Giải quần vợt Trung Quốc mở rộng 2009 .                                     |
| 2009 | 另一个天堂                       | Một bản song ca với Vương Lực Hoành , trong album Heart Beat của Vương Lực Hoành năm 2009.                           |
| 2010 | No Way/办不到                    | Một bản song ca với Da Mouth, nằm trong album " Believe in Jane" năm 2010 của Jane Zhang.                            |
| 2010 | Wavin' Flag/旗开得胜             | với Trương Học Hữu, Điệp khúc K'naan, OST 2010 FIFA World Cup Nam Phi.                                               |
| 2010 | 阿拉侬 Better City Better Life   | Song ca với Lưu Đức Hoa, OST Expo 2010 Thượng Hải Trung Quốc.                                                        |
| 2010 | 我飞故我在                       | Song ca với Lâm Tuấn Kiệt，OST Disney High School Musical: China.                                                    |
| 2011 | Beauty and Bravery/美丽与勇敢    | Song ca vói Adia, nằm trong album 2011 Reform của Jane Zhang.                                                        |
| 2012 | Because of Love/因为爱           | Song ca với Phan Thàn，nắm trong album 2012 Phan Thần của Phan Thần.                                                 |
| 2013 | 一辈子朋友                       | Song ca với Dương Khôn，Hợp xướng Gala Lễ hội Mùa xuân của Đài Truyền hình Trung ương Trung Quốc 2013.               |
| 2014 | 点亮未来                         | với Trương Kiệt, Kim Soo-hyun và Galina Sergeyevna Molgun, bài hát chủ đề của Thế vận hội Olympic trẻ Nam Kinh 2014. |
| 2014 | Cung dưỡng ai tình               | Song ca với Trương Kiệt, Single.                                                                                     |
| 2015 | Yến về tổ                        | Song ca với Trương Kiệt, Single.                                                                                     |
| 2015 | 有多少爱可以重来                 | Song ca với Hàn Canh, OST Vạn vật sinh trưởng.                                                                       |
| 2015 | Thiên thư thế giới               | Song ca với Vương Tranh Lượng, bài hát chủ đề của trò chơi cùng tên.                                                 |
| 2016 | Chỉ là không có nếu như          | Song ca với Vương Tranh Lượng, Nhạc cuối phim Thanh xuân năm ấy chúng ta từng gặp gỡ.                                |
| 2016 | Que Sera / 无所谓                | Song ca với Phương Đại Đồng.                                                                                         |
| 2016 | Down the River / 顺流而下        | Song ca với Vạn Gia Minh, OST web drama cuối năm 2016 Ma thổi đèn: Tinh Tuyệt cổ thành.                              |
| 2017 | Angels and Harmony               | Song ca với Ne-Yo, ca khúc Trung Quốc quảng bá cho bộ phim Đại chiến hành tinh khỉ 3: Trận chiến cuối cùng.          |
| 2017 | Nữ nhi quốc                      | Song ca với Lý Vinh Hạo, OST Tây du ký: Nữ Nhi Quốc.                                                                 |
| 2020 | Vô hoa                           | Song ca với Lưu Vũ Ninh, OST Hữu Phỉ.                                                                                |
| 2021 | 爱是一样的                       | Song ca với Trương Kiệt，OSST Đại hội Thể thao Sinh viên Thế giới Mùa hè Thành Đô 2021.                              |
| 2022 | Trầm hương                       | Song ca với Trương Kiệt，OST Trầm vụn hương phai.                                                                    |
| 2022 | Nhưng                            | Song ca với Tiết Chi Khiêm, nằm trong album "Countless" của Tiết Chi Khiêm năm 2022.                                 |
| 2022 | 前                               | cùng các ngôi sao, bài hát chủ đề kỷ niệm 25 năm thành lập Đặc khu hành chính Hồng Kông.                             |

#### Xếp hạng
| Năm                  | Tên                            | Vị trí cao nhất (Số tuần) | Vị trí cao nhất (Số tuần)  | Vị trí cao nhất (Số tuần) | Vị trí cao nhất (Số tuần) |
| Năm                  | Tên                            | Chinese Music Chart       | Global Chinese Music Chart | 9+2 Music Pioneer Chart   | 98.8 FM Malaysia Chart    |
| -------------------- | ------------------------------ | ------------------------- | -------------------------- | ------------------------- | ------------------------- |
| 2006                 | Hào quang                      | 1 (7)                     | 3 (5)                      | 6 (7)                     | –                         |
| 2006                 | Open up your dreams            | 3 (4)                     | 10 (6)                     | –                         | –                         |
| 2006                 | Tình yêu chết tiệt             | –                         | –                          | 6 (7)                     | –                         |
| 2006                 | Nếu như tiếp tục yêu           | –                         | –                          | 5 (6)                     | –                         |
| 2007                 | Ngôn ngữ hình thể              | –                         | –                          | 15 (7)                    | –                         |
| 2007                 | Chúng ta đã hứa                | 1 (13)                    | 5 (7)                      | 4 (9)                     | –                         |
| 2007                 | Dream Party                    | 1 (7)                     | 3 (7)                      | –                         | –                         |
| 2007                 | Sau khi em ra đi               | –                         | 10 (2)                     | 19 (1)                    | –                         |
| 2008                 | Dear Jane                      | –                         | –                          | 7 (4)                     | –                         |
| 2008                 | Vây thành                      | 1 (2)                     | 4 (3)                      | –                         | –                         |
| 2009                 | Đó không phải là yêu chứ       | 1 (12)                    | 7 (4)                      | 1 (7)                     | 14 (4)                    |
| 2009                 | Nước mắt của trẻ con           | 1 (10)                    | 7 (5)                      | 12 (5)                    | –                         |
| 2010                 | Tôi tin tưởng                  | ?                         | ?                          | ?                         | ?                         |
| 2010                 | Dũng cảm yêu                   | ?                         | ?                          | ?                         | ?                         |
| 2010                 | Cứ như vậy cũng tốt            | ?                         | ?                          | ?                         | ?                         |
| 2010                 | Nếu như đây chính là tình yêu  | ?                         | ?                          | ?                         | ?                         |
| 2010                 | Khổng thể làm                  | ?                         | ?                          | ?                         | ?                         |
| 2010                 | Sao Mộc Lan                    | ?                         | ?                          | ?                         | ?                         |
| 2010                 | Sáng mong chiều nghỉ           | ?                         | ?                          | ?                         | ?                         |
| 2010                 | Nước mắt đã quá muộn           | ?                         | ?                          | ?                         | ?                         |
| 2011                 | Thay đổi                       | ?                         | ?                          | ?                         | ?                         |
| 2011                 | Diện mạo của tôi               | ?                         | ?                          | ?                         | ?                         |
| 2011                 | Yêu chỉ là yêu                 | ?                         | ?                          | ?                         | ?                         |
| 2011                 | Dũng cảm                       | ?                         | ?                          | ?                         | ?                         |
| 2011                 | Xuất cảnh nhập cảnh            | ?                         | ?                          | ?                         | ?                         |
| 2011                 | Mỹ lệ và dũng cảm              | ?                         | ?                          | ?                         | ?                         |
| 2011                 | Hương vị tình yêu              | ?                         | ?                          | ?                         | ?                         |
| 2011                 | Không thể diễn tả              | ?                         | ?                          | ?                         | ?                         |
| 2012                 | Chẳng dễ dàng gì               | ?                         | ?                          | ?                         | ?                         |
| 2012                 | I Didn't Know                  | ?                         | ?                          | ?                         | ?                         |
| 2015                 | Change Your World (với Tiësto) | ?                         | ?                          | ?                         | ?                         |
| Số single xếp hạng 1 | Số single xếp hạng 1           | 6                         | –                          | 1                         | –                         |

| Tên                                           | Chart (2016)                 | Vị trí cao nhất |
| --------------------------------------------- | ---------------------------- | --------------- |
| "Dust My Shoulders Off" (featuring Timbaland) | US Digital Songs (Billboard) | 31              |

## Điện ảnh và Truyền hình

### Game show
| Năm  | Tên                 | Ghi chú                                                         |
| ---- | ------------------- | --------------------------------------------------------------- |
| 2015 | Tôi là ca sĩ mùa 3  | Bị loại ở tập thứ tám và trở lại biểu diễn ở tập thứ chín       |
| 2017 | Sound of My Dream   | Mùa 2                                                           |
| 2018 | Sound of My Dream   | Mùa 3，tham gia từ tập thứ năm vì lúc đó cô ấy đang đi lưu diễn |
| 2020 | The Rap of China    | Mùa 3                                                           |
| 2021 | In China            |                                                                 |
| 2022 | E-POP of China      |                                                                 |
| 2023 | The Treasured Voice | Mùa 4，hát bài hát chủ đề của mùa "Mối tình đầu"                |

### Đời tư
Ngày 4 tháng 7 năm 2015, Trương Lương Dĩnh công bố mối quan hệ hẹn hò với Phùng Kha (冯 轲, còn được gọi là Michael Feng), Giám đốc điều hành của Show City Times, công ty quản lý của cô. Ngày 8 tháng 10 năm 2016, họ thông báo đám cưới của họ sẽ diễn ra ở Italia vào ngày 09 tháng 11. Hôn lễ đã diễn ra với các phù dâu là bạn của cô với Lưu Diệc Phi là phù dâu chính, ngoài ra còn có người bạn thân thiết Châu Bút Sướng (Super Girl 2005), diễn viên Đường Yên, các ca sĩ Phan Thần (người cùng studio, dù là "cấp dưới" và nhỏ tuổi hơn nhưng Trương Lương Dĩnh luôn xem như người thân trong gia đình (từng tham gia Super Girl 2009)), Đàm Duy Duy, diễn viên Vương Lạc Đan cũng đến tham gia hôn lễ .

## Giải thưởng

### Grammy
| TT | Năm  | Hạng mục                         | Công việc/Tác phẩm                    | Kết quả | Ghi chú          |
| -- | ---- | -------------------------------- | ------------------------------------- | ------- | ---------------- |
| 1  | 2010 | Album nhạc New Age xuất sắc nhất | Ấn tượng mưa Tây Hồ (cùng với Kitarō) | Đề cử   | Album của Kitarō |

### Asia Music Chart
| Năm  | Hạng mục               | Công việc/Tác phẩm | Kết quả   | Ghi chú |
| ---- | ---------------------- | ------------------ | --------- | ------- |
| 2014 | Nữ ca sĩ xuất sắc nhất |                    | Đoạt giải | [ 55 ]  |

### Baidu Entertainment Boiling Point
| Năm  | Hạng mục                                              | Công việc/Tác phẩm      | Kết quả   | Ghi chú |
| ---- | ----------------------------------------------------- | ----------------------- | --------- | ------- |
| 2009 | Nữ ca sĩ nổi tiếng nhất (Khu vực Trung Quốc đại lục)  |                         | Đoạt giải |         |
| 2009 | Top 10 bài hát vàng Trung Quốc đại lục                | Họa tâm                 | Đoạt giải |         |
| 2009 | Nhạc phim nổi tiếng nhất                              | Họa tâm                 | Đoạt giải |         |
| 2011 | Top 10 bài hát vàng Trung Quốc đại lục                | Nếu như đây là tình yêu | Đoạt giải |         |
| 2012 | Nữ ca sĩ nổi tiếng nhất Baidu Music trong một thập kỷ |                         | Đoạt giải |         |

### Giải Nhạc Pop Bắc Kinh
| Năm  | Hạng mục                                                       | Công việc/Tác phẩm    | Kết quả   | Ghi chú |
| ---- | -------------------------------------------------------------- | --------------------- | --------- | ------- |
| 2007 | Nữ ca sĩ xuất sắc nhất                                         |                       | Đoạt giải | [ 56 ]  |
| 2007 | Bài hát của năm                                                |                       | Đoạt giải |         |
| 2008 | Nữ ca sĩ xuất sắc nhất (Khu vực Trung Quốc đại lục)            |                       | Đoạt giải |         |
| 2009 | Nữ ca sĩ xuất sắc nhất (Khu vực Trung Quốc đại lục)            |                       | Đoạt giải |         |
| 2009 | Bài hát của năm                                                | Họa tâm               | Đoạt giải |         |
| 2010 | Nữ ca sĩ xuất sắc nhất (Khu vực Trung Quốc đại lục)            |                       | Đoạt giải |         |
| 2010 | Bài hát của năm                                                | Sao Mộc Lan           | Đoạt giải |         |
| 2011 | Nữ ca sĩ xuất sắc nhất (Khu vực Trung Quốc đại lục)            |                       | Đoạt giải | [ 57 ]  |
| 2011 | Album xuất sắc nhất                                            | Believe in Jane       | Đoạt giải |         |
| 2012 | Nữ ca sĩ xuất sắc nhất (Khu vực Trung Quốc đại lục)            |                       | Đoạt giải | [ 58 ]  |
| 2012 | Nữ ca sĩ xuất được yêu thích nhất (Khu vực Trung Quốc đại lục) |                       | Đề cử     | [ 59 ]  |
| 2012 | Nữ ca sĩ trình diễn xuất sắc nhất                              |                       | Đề cử     | [ 59 ]  |
| 2012 | Bài hát của năm                                                | Listen to Jane Z Live | Đoạt giải |         |
| 2018 | Nữ ca sĩ xuất sắc nhất (Khu vực Trung Quốc đại lục)            |                       | Đoạt giải | [ 60 ]  |
| 2018 | Nữ ca sĩ trình diễn xuất sắc nhất                              |                       | Đoạt giải | [ 60 ]  |
| 2018 | Bài hát của năm                                                |                       | Đoạt giải | [ 60 ]  |

### Billboard Radio Trung Quốc
| Năm  | Hạng mục               | Công việc/Tác phẩm | Kết quả   | Ghi chú |
| ---- | ---------------------- | ------------------ | --------- | ------- |
| 2017 | Top 10 bài hát của năm | Make it Big        | Đoạt giải |         |

### BQ Weekly
| Năm  | Hạng mục                        | Công việc/Tác phẩm | Kết quả | Ghi chú |
| ---- | ------------------------------- | ------------------ | ------- | ------- |
| 2007 | Nữ ca sĩ nổi tiếng nhất         |                    | Đề cử   | [ 61 ]  |
| 2010 | Nhân vật âm nhạc nổi tiếng nhất |                    | Đề cử   | [ 62 ]  |

### Canada's Best Chinese Hits Chart
| Năm  | Hạng mục                        | Công việc/Tác phẩm | Kết quả   | Ghi chú |
| ---- | ------------------------------- | ------------------ | --------- | ------- |
| 2009 | Nữ ca sĩ nhạc Hoa xuất sắc nhất |                    | Đoạt giải |         |

### Giảm âm nhạc CCTV-MTV
| Năm  | Hạng mục                                            | Công việc/Tác phẩm | Kết quả | Ghi chú |
| ---- | --------------------------------------------------- | ------------------ | ------- | ------- |
| 2012 | Nữ ca sĩ xuất sắc nhất (Khu vực Trung Quốc đại lục) |                    | Đề cử   |         |
| 2012 | Nhạc phim truyền hình xuất sắc nhất                 | Thay đổi           | Đề cử   |         |

### Top 10 âm nhạc Trung Quốc toàn cầu CCTV-15
| Năm  | Hạng mục               | Công việc/Tác phẩm | Kết quả   | Ghi chú |
| ---- | ---------------------- | ------------------ | --------- | ------- |
| 2018 | Nữ ca sĩ xuất sắc nhất |                    | Đoạt giải | [ 63 ]  |

### Thời trang Trung Quốc
| Năm  | Hạng mục                        | Công việc/Tác phẩm | Kết quả   | Ghi chú |
| ---- | ------------------------------- | ------------------ | --------- | ------- |
| 2009 | Nhà tiên phong âm nhạc xuất sắc |                    | Đoạt giải |         |

### Thu âm vàng Trung Quốc
| Năm  | Hạng mục                        | Công việc/Tác phẩm | Kết quả   | Ghi chú |
| ---- | ------------------------------- | ------------------ | --------- | ------- |
| 2007 | Nữ ca sĩ nhạc Pop xuất sắc nhất |                    | Đoạt giải | [ 64 ]  |

### Quỹ Trung Quốc Xanh
| Năm  | Hạng mục                                              | Công việc/Tác phẩm | Kết quả   | Ghi chú |
| ---- | ----------------------------------------------------- | ------------------ | --------- | ------- |
| 2012 | Phúc lợi sinh thái công cộng Trung Quốc xuất sắc nhất | Trương Lương Dĩnh  | Đoạt giải |         |

### Âm nhạc Trung Quốc
| Năm  | Hạng mục                                            | Công việc/Tác phẩm | Kết quả   | Ghi chú |
| ---- | --------------------------------------------------- | ------------------ | --------- | ------- |
| 2006 | Tìm kiếm hàng năm cao nhất trên Yahoo               | Trương Lương Dĩnh  | Đoạt giải |         |
| 2010 | Nữ ca sĩ xuất sắc nhất (Khu vực Trung Quốc đại lục) |                    | Đoạt giải |         |
| 2011 | Nữ ca sĩ xuất sắc nhất (Khu vực Trung Quốc đại lục) |                    | Đoạt giải |         |
| 2012 | Nữ ca sĩ xuất sắc nhất (Khu vực Trung Quốc đại lục) |                    | Đoạt giải |         |
| 2012 | Top 10 ca khúc                                      |                    | Đoạt giải |         |
| 2017 | Nữ ca sĩ xuất sắc nhất (Khu vực Trung Quốc đại lục) | Trương Lương Dĩnh  | Đoạt giải |         |
| 2017 | Nữ ca sĩ có ảnh hưởng nhất Châu Á                   | Trương Lương Dĩnh  | Đoạt giải |         |

### Kim Khúc Trung Quốc
| Năm  | Hạng mục                     | Công việc/Tác phẩm      | Kết quả   | Ghi chú |
| ---- | ---------------------------- | ----------------------- | --------- | ------- |
| 2011 | Nữ ca sĩ được yêu thích nhất |                         | Đoạt giải |         |
| 2011 | Top 10 ca khúc nhạc Hoa      | Nếu như đây là tình yêu | Đoạt giải |         |
| 2015 | Top 10 album nhạc Hoa        | The Seventh Sense       | Đoạt giải |         |
| 2015 | Top 10 ca khúc nhạc Hoa      |                         | Đoạt giải |         |

### Truyền thông âm nhạc Trung Quốc
| Năm  | Hạng mục                         | Công việc/Tác phẩm | Kết quả   | Ghi chú |
| ---- | -------------------------------- | ------------------ | --------- | ------- |
| 2009 | 100 Nữ ca sĩ được xem nhiều nhất |                    | Đoạt giải |         |
| 2013 | Nữ ca sĩ được yêu thích nhất     |                    | Đoạt giải |         |
| 2013 | 100 Nữ ca sĩ được xem nhiều nhất |                    | Đoạt giải |         |

### Chinese Original Music Salute
| Năm  | Hạng mục           | Công việc/Tác phẩm | Kết quả   | Ghi chú |
| ---- | ------------------ | ------------------ | --------- | ------- |
| 2015 | Cống hiến hàng năm |                    | Đoạt giải | [ 65 ]  |

### CNTV's Music King Hit Global Chinese Music
| Năm  | Hạng mục                     | Công việc/Tác phẩm | Kết quả   | Ghi chú |
| ---- | ---------------------------- | ------------------ | --------- | ------- |
| 2015 | Nữ ca sĩ được yêu thích nhất |                    | Đoạt giải |         |

### Cosmopolitan Beauty
| Năm  | Hạng mục                   | Công việc/Tác phẩm | Kết quả   | Ghi chú |
| ---- | -------------------------- | ------------------ | --------- | ------- |
| 2008 | Nhạc sĩ thời trang của năm |                    | Đoạt giải | [ 66 ]  |

### Âm nhạc CSC
| Năm  | Hạng mục               | Công việc/Tác phẩm | Kết quả   | Ghi chú |
| ---- | ---------------------- | ------------------ | --------- | ------- |
| 2015 | Nữ ca sĩ xuất sắc nhất |                    | Đoạt giải | [ 67 ]  |
| 2015 | Top 20 ca khúc         | Make it Big        | Đoạt giải | [ 67 ]  |

### Giải truyền thông
| Năm  | Hạng mục                   | Công việc/Tác phẩm | Kết quả   | Ghi chú |
| ---- | -------------------------- | ------------------ | --------- | ------- |
| 2011 | Nữ ca sĩ có ảnh hưởng nhất |                    | Đoạt giải | [ 68 ]  |

### Đông Phương Phong Vân Bảng
| Năm  | Hạng mục                                            | Công việc/Tác phẩm | Kết quả   | Ghi chú |
| ---- | --------------------------------------------------- | ------------------ | --------- | ------- |
| 2009 | Nữ ca sĩ xuất sắc nhất (Khu vực Trung Quốc đại lục) |                    | Đoạt giải |         |
| 2010 | Nữ ca sĩ xuất sắc nhất (Khu vực Trung Quốc đại lục) |                    | Đoạt giải |         |
| 2011 | Nữ ca sĩ xuất sắc nhất (Khu vực Trung Quốc đại lục) |                    | Đoạt giải |         |
| 2013 | Nữ ca sĩ xuất sắc nhất (Khu vực Trung Quốc đại lục) |                    | Đoạt giải |         |
| 2017 | Nữ ca sĩ xuất sắc nhất (Khu vực Trung Quốc đại lục) |                    | Đoạt giải | [ 69 ]  |

### Five-One Project
| Năm  | Hạng mục                                | Công việc/Tác phẩm  | Kết quả   | Ghi chú |
| ---- | --------------------------------------- | ------------------- | --------- | ------- |
| 2009 | Sản phẩm xuất sắc (Thành phố Hàng Châu) | Ấn tượng mưa Tây Hồ | Đoạt giải |         |
| 2009 | Sản phẩm xuất sắc (Tỉnh Tứ Xuyên)       | I Love This City    | Đoạt giải |         |

### Forbes China Celebrity
| Năm  | Hạng mục                           | Công việc/Tác phẩm | Kết quả   | Ghi chú |
| ---- | ---------------------------------- | ------------------ | --------- | ------- |
| 2006 | Ngôi sao thương mại tiềm năng nhất |                    | Đoạt giải |         |

### Forbes Trung Quốc hoạt động từ thiện
| Năm  | Hạng mục                                   | Công việc/Tác phẩm | Kết quả   | Ghi chú |
| ---- | ------------------------------------------ | ------------------ | --------- | ------- |
| 2008 | Nữ nghệ sĩ được truyền thông quan tâm nhất |                    | Đoạt giải |         |

### Global Chinese Golden Chart
| Năm  | Hạng mục                    | Công việc/Tác phẩm | Kết quả   | Ghi chú |
| ---- | --------------------------- | ------------------ | --------- | ------- |
| 2011 | Top 20 ca khúc vàng của năm | Tôi tin tưởng      | Đoạt giải | [ 70 ]  |

### Kim Tử Kinh
| Năm  | Hạng mục           | Công việc/Tác phẩm | Kết quả   | Ghi chú |
| ---- | ------------------ | ------------------ | --------- | ------- |
| 2007 | Nhạc phim hay nhất | Yêu chỉ là yêu     | Đoạt giải |         |

### Kim khúc
| Năm  | Hạng mục                    | Công việc/Tác phẩm    | Kết quả | Ghi chú |
| ---- | --------------------------- | --------------------- | ------- | ------- |
| 2017 | Video âm nhạc xuất sắc nhất | Dust My Shoulders Off | Đề cử   |         |

### Giải thưởng xanh Trung Quốc
| Năm  | Hạng mục                  | Công việc/Tác phẩm | Kết quả   | Ghi chú |
| ---- | ------------------------- | ------------------ | --------- | ------- |
| 2017 | Annual Focus People Award |                    | Đoạt giải | [ 71 ]  |

### Hello Asia! C-Pop
| Năm  | Hạng mục                   | Công việc/Tác phẩm    | Kết quả | Ghi chú |
| ---- | -------------------------- | --------------------- | ------- | ------- |
| 2016 | Album Single xuất sắc nhất | Dust My Shoulders Off | Đề cử   | [ 72 ]  |

### Her Village International Forum
| Năm  | Hạng mục        | Công việc/Tác phẩm | Kết quả   | Ghi chú |
| ---- | --------------- | ------------------ | --------- | ------- |
| 2017 | Phụ nữ sáng tạo |                    | Đoạt giải | [ 73 ]  |

### Kim Tượng
| Năm  | Hạng mục                    | Công việc/Tác phẩm | Kết quả   | Ghi chú |
| ---- | --------------------------- | ------------------ | --------- | ------- |
| 2007 | Nhạc phim gốc xuất sắc nhất | Yêu chỉ là yêu     | Đề cử     |         |
| 2009 | Nhạc phim gốc xuất sắc nhất | Họa tâm            | Đoạt giải |         |

### Âm nhạc thường niên Báo đô thị Hoa Tây
| Năm  | Hạng mục                                             | Công việc/Tác phẩm      | Kết quả   | Ghi chú |
| ---- | ---------------------------------------------------- | ----------------------- | --------- | ------- |
| 2015 | Top 10 ca khúc bán chạy nhất trong năm               | Nếu như đây là tình yêu | Đoạt giải | [ 74 ]  |
| 2018 | Nữ ca sĩ nổi tiếng nhất (Khu vực Trung Quốc đại lục) |                         | Đoạt giải | [ 75 ]  |
| 2018 | Top 10 ca khúc                                       | Tư Mỹ Nhân              | Đoạt giải | [ 75 ]  |

### Diễn đàn từ thiện quốc tế
| Năm  | Hạng mục                                     | Công việc/Tác phẩm | Kết quả   | Ghi chú |
| ---- | -------------------------------------------- | ------------------ | --------- | ------- |
| 2008 | Giải thưởng làm từ thiện của người nổi tiếng |                    | Đoạt giải | [ 76 ]  |

### iQiyi
| Năm  | Hạng mục               | Công việc/Tác phẩm | Kết quả   | Ghi chú |
| ---- | ---------------------- | ------------------ | --------- | ------- |
| 2012 | Nữ ca sĩ xuất sắc nhất |                    | Đoạt giải |         |

### Metro Radio Mandarin Hits Music
| Năm  | Hạng mục                                    | Công việc/Tác phẩm | Kết quả   | Ghi chú |
| ---- | ------------------------------------------- | ------------------ | --------- | ------- |
| 2007 | Ca sĩ xuất sắc (Khu vực Trung Quốc đại lục) |                    | Đoạt giải |         |
| 2007 | Nữ ca sĩ nhạc Hoa quyền lực nhất            |                    | Đoạt giải |         |
| 2010 | Nữ ca sĩ nhạc Hoa quyền lực nhất Châu Á     |                    | Đoạt giải |         |
| 2010 | Album nhạc Hoa quyền lực nhất               | Believe in Jane    | Đoạt giải |         |
| 2011 | Ca sĩ nhạc Hoa quốc gia nổi tiếng nhất      |                    | Đoạt giải |         |
| 2011 | Album nhạc Hoa quyền lực nhất               | Thay đổi           | Đoạt giải |         |

### Migu Music
| Năm  | Hạng mục                                               | Công việc/Tác phẩm      | Kết quả   | Ghi chú |
| ---- | ------------------------------------------------------ | ----------------------- | --------- | ------- |
| 2007 | Giải khuyến nghị đặc biệt (Khu vực Trung Quốc đại lục) | Trương Lương Dĩnh       | Đoạt giải |         |
| 2007 | Đóng góp hàng năm                                      | Trương Lương Dĩnh       | Đoạt giải |         |
| 2007 | Bước nhảy vọt của năm                                  | Trương Lương Dĩnh       | Đoạt giải |         |
| 2008 | Nữ ca sĩ siêu nổi tiếng                                |                         | Đoạt giải |         |
| 2009 | Nữ ca sĩ siêu nổi tiếng                                |                         | Đoạt giải |         |
| 2011 | Nữ ca sĩ siêu nổi tiếng                                |                         | Đoạt giải |         |
| 2012 | Ca sĩ xuất sắc nhất của năm                            |                         | Đoạt giải |         |
| 2012 | Bài hát song ca bán chạy nhất năm                      | Mỹ lệ và dũng cảm       | Đoạt giải |         |
| 2013 | Nữ ca sĩ nổi tiếng nhất                                | Trương Lương Dĩnh       | Đoạt giải |         |
| 2013 | Nữ ca sĩ nổi tiếng nhất (Khu vực Trung Quốc đại lục)   | Trương Lương Dĩnh       | Đoạt giải |         |
| 2014 | Nữ ca sĩ có ảnh hưởng nhất                             | Trương Lương Dĩnh       | Đoạt giải |         |
| 2014 | Nữ ca sĩ nổi tiếng nhất (Khu vực Trung Quốc đại lục)   | Trương Lương Dĩnh       | Đoạt giải |         |
| 2015 | Nữ ca sĩ nổi tiếng nhất (Khu vực Trung Quốc đại lục)   |                         | Đoạt giải |         |
| 2016 | Ca sĩ đột phá nhất                                     | Trương Lương Dĩnh       | Đoạt giải |         |
| 2016 | Ca sĩ bán hàng tốt nhất của CRBT Mobile trong mười năm | Trương Lương Dĩnh       | Đoạt giải |         |
| 2016 | Top 10 ca khúc bán chạy nhất trong mười năm            | Nếu như đây là tình yêu | Đoạt giải |         |
| 2016 | Top 10 khúc của năm                                    | Giấc mơ của tôi         | Đoạt giải |         |
| 2017 | Nữ ca sĩ nổi tiếng nhất (Khu vực Trung Quốc đại lục)   |                         | Đoạt giải |         |
| 2017 | Top 10 khúc của năm                                    | Tư Mỹ Nhân              | Đoạt giải |         |

### Mnet
| Năm  | Hạng mục                     | Công việc/Tác phẩm | Kết quả   | Ghi chú |
| ---- | ---------------------------- | ------------------ | --------- | ------- |
| 2011 | Nghệ sĩ xuất sắc nhất châu Á |                    | Đoạt giải |         |

### Âm nhạc châu Âu của MTV
| Năm  | Hạng mục                                                                                    | Công việc/Tác phẩm | Kết quả   | Ghi chú |
| ---- | ------------------------------------------------------------------------------------------- | ------------------ | --------- | ------- |
| 2011 | Giải Âm nhạc châu Âu của MTV cho Nghệ sĩ toàn cầu xuất sắc nhất                             |                    | Đề cử     | [ 77 ]  |
| 2013 | Giải Âm nhạc châu Âu của MTV cho Nghệ sĩ toàn cầu xuất sắc nhất                             |                    | Đề cử     | [ 78 ]  |
| 2015 | Giải Âm nhạc châu Âu của MTV cho Nghệ sĩ toàn cầu xuất sắc nhất (Nghệ sĩ châu Á)            |                    | Đoạt giải | [ 79 ]  |
| 2015 | Giải Âm nhạc châu Âu của MTV cho Nghệ sĩ xuất sắc nhất khu vực Trung Quốc đại lục/Hồng Kông |                    | Đoạt giải |         |

### MTV Global Mandarin Music
| Năm  | Hạng mục                | Công việc/Tác phẩm | Kết quả | Ghi chú |
| ---- | ----------------------- | ------------------ | ------- | ------- |
| 2017 | Nữ ca sĩ nổi tiếng nhất |                    | Đề cử   |         |

### MTV Style
| Năm  | Hạng mục                                                             | Công việc/Tác phẩm | Kết quả   | Ghi chú |
| ---- | -------------------------------------------------------------------- | ------------------ | --------- | ------- |
| 2005 | Gương mặt mới thời trang nhất trong phong cách trình diễn nghệ thuật |                    | Đoạt giải |         |
| 2009 | Nữ ca sĩ thời trang nhất (Khu vực Trung Quốc đại lục)                |                    | Đoạt giải |         |

### Music Radio China Top Chart
| Năm  | Hạng mục                                            | Công việc/Tác phẩm    | Kết quả   | Ghi chú |
| ---- | --------------------------------------------------- | --------------------- | --------- | ------- |
| 2007 | Ca khúc Radio theo yêu cầu xuất sắc nhất            | Tình yêu chết tiệt    | Đoạt giải |         |
| 2008 | Nữ ca sĩ xuất sắc nhất (Khu vực Trung Quốc đại lục) | Trương Lương Dĩnh     | Đề cử     | [ 80 ]  |
| 2008 | Nữ ca sĩ nổi tiếng nhất (Trung Quốc đại lục)        | Trương Lương Dĩnh     | Đề cử     | [ 80 ]  |
| 2009 | Nữ ca sĩ nổi tiếng nhất (Trung Quốc đại lục)        |                       | Đề cử     |         |
| 2010 | Nữ ca sĩ xuất sắc nhất (Khu vực Trung Quốc đại lục) | Trương Lương Dĩnh     | Đề cử     |         |
| 2010 | Nữ ca sĩ nổi tiếng nhất (Trung Quốc đại lục)        | Trương Lương Dĩnh     | Đề cử     |         |
| 2012 | Nữ ca sĩ nổi tiếng nhất (Trung Quốc đại lục)        | Trương Lương Dĩnh     | Đề cử     | [ 81 ]  |
| 2012 | Album nổi tiếng nhất                                | Thay đổi              | Đề cử     | [ 81 ]  |
| 2013 | Nữ ca sĩ xuất sắc nhất (Khu vực Trung Quốc đại lục) | Trương Lương Dĩnh     | Đề cử     | [ 82 ]  |
| 2013 | Nữ ca sĩ nổi tiếng nhất (Trung Quốc đại lục)        | Trương Lương Dĩnh     | Đề cử     | [ 82 ]  |
| 2013 | Album nổi tiếng nhất                                | Listen to Jane Z Live | Đề cử     | [ 82 ]  |
| 2014 | Nữ ca sĩ nổi tiếng nhất                             | Trương Lương Dĩnh     | Đề cử     |         |
| 2014 | Album nổi tiếng nhất                                | The Seventh Sense     | Đề cử     |         |

### Liên hoan phim New York Trung Quốc
| Năm  | Hạng mục                      | Công việc/Tác phẩm | Kết quả   | Ghi chú |
| ---- | ----------------------------- | ------------------ | --------- | ------- |
| 2010 | Nghệ sĩ nổi tiếng nhất Châu Á |                    | Đoạt giải |         |

### Âm nhạc QQ
| Năm  | Hạng mục                                            | Công việc/Tác phẩm | Kết quả   | Ghi chú |
| ---- | --------------------------------------------------- | ------------------ | --------- | ------- |
| 2014 | Nữ ca sĩ xuất sắc nhất (Khu vực Trung Quốc đại lục) |                    | Đoạt giải |         |
| 2014 | Nữ ca sĩ nổi tiếng nhất (Trung Quốc đại lục)        |                    | Đoạt giải |         |
| 2015 | Nữ ca sĩ xuất sắc nhất (Khu vực Trung Quốc đại lục) |                    | Đoạt giải |         |
| 2015 | Concert có ảnh hưởng nhất                           |                    | Đoạt giải |         |
| 2015 | Nghệ sĩ đột phá nhất                                |                    | Đoạt giải |         |
| 2016 | Nữ ca sĩ nổi tiếng nhất (Trung Quốc đại lục)        |                    | Đoạt giải |         |
| 2016 | Trình diễn sân khấu xuất sắc nhất                   | Trương Lương Dĩnh  | Đoạt giải |         |

### Liên hoan ROI
| Năm  | Hạng mục                                     | Công việc/Tác phẩm | Kết quả   | Ghi chú |
| ---- | -------------------------------------------- | ------------------ | --------- | ------- |
| 2013 | Nữ nghệ sĩ có giá trị nhất về mặt thương mại |                    | Đoạt giải | [ 83 ]  |

### Top 10 ca khúc vàng RTHK
| Năm  | Hạng mục            | Công việc/Tác phẩm | Kết quả   | Ghi chú |
| ---- | ------------------- | ------------------ | --------- | ------- |
| 2008 | Ca sĩ xuất sắc nhất | Trương Lương Dĩnh  | Đề cử     |         |
| 2009 | Ca sĩ xuất sắc nhất | Trương Lương Dĩnh  | Đề cử     |         |
| 2010 | Ca sĩ xuất sắc nhất | Trương Lương Dĩnh  | Đề cử     |         |
| 2013 | Ca sĩ xuất sắc nhất | Trương Lương Dĩnh  | Đoạt giải |         |
| 2018 | Ca sĩ xuất sắc nhất | Trương Lương Dĩnh  | Đoạt giải | [ 84 ]  |

### Sina.com
| Năm  | Hạng mục                           | Công việc/Tác phẩm | Kết quả   | Ghi chú |
| ---- | ---------------------------------- | ------------------ | --------- | ------- |
| 2006 | Biểu tượng mới nổi tiếng biến nhất |                    | Đoạt giải | [ 85 ]  |
| 2007 | Ca khúc phim của năm               | Yêu chỉ là yêu     | Đoạt giải |         |

### Âm nhạc Sina
| Năm  | Hạng mục                                  | Công việc/Tác phẩm | Kết quả   | Ghi chú |
| ---- | ----------------------------------------- | ------------------ | --------- | ------- |
| 2008 | Nữ ca sĩ được yêu thích nhất ở Trung Quốc |                    | Đoạt giải |         |

### Singapore Hit
| Năm  | Hạng mục                                         | Công việc/Tác phẩm | Kết quả   | Ghi chú |
| ---- | ------------------------------------------------ | ------------------ | --------- | ------- |
| 2008 | Ca sĩ xuất sắc nhất (Khu vực Trung Quốc đại lục) |                    | Đoạt giải |         |
| 2010 | Ca sĩ xuất sắc nhất (Khu vực Trung Quốc đại lục) |                    | Đoạt giải |         |

### Southeast Music Chart
| Năm  | Hạng mục                | Công việc/Tác phẩm | Kết quả   | Ghi chú |
| ---- | ----------------------- | ------------------ | --------- | ------- |
| 2009 | Nữ ca sĩ nổi tiếng nhất |                    | Đề cử     | [ 86 ]  |
| 2010 | Top 10 ca khúc          | Nếu như đây là yêu | Đoạt giải |         |

### Sprite Music Chart
| Năm  | Hạng mục                                                  | Công việc/Tác phẩm | Kết quả   | Ghi chú |
| ---- | --------------------------------------------------------- | ------------------ | --------- | ------- |
| 2007 | Ca sĩ trình diễn xuất sắc nhất                            |                    | Đoạt giải | [ 87 ]  |
| 2008 | Ca khúc vàng (Khu vực Trung Quốc đại lục)                 | Dream Party        | Đoạt giải | [ 88 ]  |
| 2008 | Nữ ca sĩ được yêu thích nhất (Khu vực Trung Quốc đại lục) |                    | Đoạt giải | [ 88 ]  |
| 2010 | Nữ ca sĩ xuất sắc nhất (Trung Quốc đại lục)               |                    | Đoạt giải |         |
| 2010 | Giải thưởng truyền thông đề xuất                          |                    | Đoạt giải |         |
| 2011 | Nữ ca sĩ được yêu thích nhất (Khu vực Trung Quốc đại lục) |                    | Đoạt giải |         |
| 2011 | Giải thưởng truyền thông đề xuất                          |                    | Đoạt giải |         |
| 2012 | Ca khúc vàng (Khu vực Trung Quốc đại lục)                 | Yêu chỉ là yêu     | Đoạt giải | [ 89 ]  |
| 2012 | Nữ ca sĩ xuất sắc nhất (Trung Quốc đại lục)               |                    | Đoạt giải | [ 89 ]  |
| 2012 | Giải thưởng truyền thông đề xuất                          |                    | Đoạt giải | [ 89 ]  |

### Tencent Star
| Năm  | Hạng mục                                                  | Công việc/Tác phẩm | Kết quả   | Ghi chú |
| ---- | --------------------------------------------------------- | ------------------ | --------- | ------- |
| 2006 | Top 10 ca khúc                                            | Thư giãn           | Đoạt giải |         |
| 2007 | Nữ ca sĩ được yêu thích nhất (Khu vực Trung Quốc đại lục) |                    | Đoạt giải |         |
| 2007 | Album nổi tiếng nhất (Khu vực Trung Quốc đại lục)         | Update             | Đoạt giải |         |
| 2010 | Nữ ca sĩ xuất sắc nhất (Khu vực Trung Quốc đại lục)       |                    | Đoạt giải |         |

### Âm nhạc Phong Vân Bảng
| Năm  | Hạng mục                                                  | Công việc/Tác phẩm | Kết quả   | Ghi chú |
| ---- | --------------------------------------------------------- | ------------------ | --------- | ------- |
| 2007 | Nữ ca sĩ xuất sắc nhất (Khu vực Trung Quốc đại lục)       |                    | Đề cử     |         |
| 2008 | Nữ ca sĩ xuất sắc nhất (Khu vực Trung Quốc đại lục)       |                    | Đề cử     |         |
| 2009 | Nữ ca sĩ xuất sắc nhất (Khu vực Trung Quốc đại lục)       |                    | Đề cử     |         |
| 2011 | Nữ ca sĩ xuất sắc nhất (Khu vực Trung Quốc đại lục)       |                    | Đề cử     |         |
| 2013 | Nữ ca sĩ xuất sắc nhất                                    |                    | Đoạt giải | [ 90 ]  |
| 2013 | Nữ ca sĩ được yêu thích nhất (Khu vực Trung Quốc đại lục) |                    | Đoạt giải | [ 90 ]  |

### Top 10 phụ nữ hấp dẫn Trung Quốc
| Năm  | Hạng mục                           | Công việc/Tác phẩm | Kết quả   | Ghi chú |
| ---- | ---------------------------------- | ------------------ | --------- | ------- |
| 2006 | Người phụ nữ tinh khiết và hấp dẫn |                    | Đoạt giải | [ 91 ]  |

### Gianh dự trực tuyến TOM
| Năm  | Hạng mục                  | Công việc/Tác phẩm | Kết quả | Ghi chú |
| ---- | ------------------------- | ------------------ | ------- | ------- |
| 2006 | Album nhạc nổi tiếng nhất | The One            | Đề cử   | [ 92 ]  |

### Chân máy
| Năm  | Hạng mục                                         | Công việc/Tác phẩm | Kết quả | Ghi chú |
| ---- | ------------------------------------------------ | ------------------ | ------- | ------- |
| 2008 | Nữ ca sĩ trình diễn xuất sắc nhất tại Trung Quốc | Trương Lương Dĩnh  | Đề cử   | [ 93 ]  |
| 2010 | Ca sĩ trình diễn nhạc chủ đề hay nhất            | Trương Lương Dĩnh  | Đề cử   | [ 94 ]  |
| 2012 | Nữ ca sĩ trình diễn xuất sắc nhất tại Trung Quốc | Trương Lương Dĩnh  | Đề cử   | [ 95 ]  |
| 2013 | Nữ ca sĩ Trung Quốc xuất sắc nhất                | Trương Lương Dĩnh  | Đề cử   | [ 96 ]  |

### Người trẻ Tudou lựa chọn
| Năm  | Hạng mục                | Công việc/Tác phẩm | Kết quả   | Ghi chú |
| ---- | ----------------------- | ------------------ | --------- | ------- |
| 2014 | Nữ ca sĩ nổi tiếng nhất |                    | Đoạt giải |         |

### Nhạc Hoa theo yêu cầu TVB8
| Năm  | Hạng mục                                                  | Công việc/Tác phẩm | Kết quả   | Ghi chú |
| ---- | --------------------------------------------------------- | ------------------ | --------- | ------- |
| 2007 | Nữ ca sĩ được yêu thích nhất (Khu vực Trung Quốc đại lục) |                    | Đoạt giải |         |

### V Chart
| Năm  | Hạng mục               | Công việc/Tác phẩm    | Kết quả   | Ghi chú |
| ---- | ---------------------- | --------------------- | --------- | ------- |
| 2013 | Nữ ca sĩ xuất sắc nhất |                       | Đoạt giải |         |
| 2013 | Album xuất sắc nhất    | Listen to Jane Z Live | Đoạt giải |         |
| 2015 | Nữ ca sĩ xuất sắc nhất |                       | Đoạt giải | [ 97 ]  |
| 2015 | Album xuất sắc nhất    | The Seventh Sense     | Đoạt giải | [ 97 ]  |

### Weibo
| Năm  | Hạng mục                   | Công việc/Tác phẩm | Kết quả   | Ghi chú |
| ---- | -------------------------- | ------------------ | --------- | ------- |
| 2012 | Nữ ca sĩ có ảnh hưởng nhất |                    | Đoạt giải |         |
| 2017 | Nữ ca sĩ có quyền lực nhất |                    | Đoạt giải |         |

### Lễ trao giải Weibo Điện ảnh
| Năm  | Hạng mục                                    | Công việc/Tác phẩm | Kết quả   | Ghi chú |
| ---- | ------------------------------------------- | ------------------ | --------- | ------- |
| 2016 | Nữ ca sĩ trình diễn nhạc phim xuất sắc nhất |                    | Đoạt giải |         |

### Thời trang Wyndham Xingyue
| Năm  | Hạng mục                | Công việc/Tác phẩm | Kết quả   | Ghi chú |
| ---- | ----------------------- | ------------------ | --------- | ------- |
| 2014 | Nữ ca sĩ quyền lực nhất |                    | Đoạt giải |         |

### Âm nhạc tiên phong 9+2
| Năm  | Hạng mục                          | Công việc/Tác phẩm | Kết quả   | Ghi chú |
| ---- | --------------------------------- | ------------------ | --------- | ------- |
| 2006 | Nữ ca sĩ tiên phong xuất sắc nhất |                    | Đoạt giải | [ 98 ]  |
| 2006 | Top 10 ca khúc tiên phong của năm | Ánh sáng rực rỡ    | Đoạt giải | [ 98 ]  |